# Tropicoperdix
Genre
Tropicoperdix est un genre d'oiseaux de la famille des Phasianidae.

## Liste des espèces
Selon la classification de référence du Congrès ornithologique international (14.2, 2024) il comporte trois espèces :
- Tropicoperdix chloropus Blyth, 1859 – Torquéole des bois
- Tropicoperdix charltonii (Eyton, 1845) – Torquéole à poitrine châtaine
- Tropicoperdix graydoni (Sharpe & Chub, 1906) – Torquéole de Graydon